# Reinette Klever
Reinette Klever (Weesp, 21 de julio de 1967) es una política neerlandesa que actualmente ocupa un escaño en el Segunda Cámara de los Estados Generales para el período legislativo 2012-2017 por el Partido por la Libertad tras haber ocupado un puesto en el Senado de los Estados Generales entre el 7 de junio de 2011 y el 20 de septiembre de 2012.